# Partits judicials del País Valencià
El País Valencià es divideix en 36 partits judicials. N'hi ha tretze a Alacant, cinc a Castelló i divuit a València; comprenen els següents municipis:

## Partits judicials de laprovíncia d'Alacant
1- Partit judicial de Dénia:
| - Alcalalí - l'Atzúvia - Beniarbeig - Benidoleig - Benigembla - Benimeli - Benissa - Calp - Castell de Castells | - Dénia - Gata de Gorgos - Llíber - Murla - Ondara - Orba - Parcent - Pedreguer | - Pego - el Poble Nou de Benitatxell - els Poblets - el Ràfol d'Almúnia - Sagra - Sanet i els Negrals - Senija - Teulada | - Tormos - la Vall d'Alcalà - la Vall d'Ebo - la Vall de Gallinera - la Vall de Laguar - el Verger - Xàbia - Xaló |

2- Partit judicial d'Alcoi:
| - Agres - Alcoi - Alcoleja - Alcosser de Planes - Alfafara - Almudaina - l'Alqueria d'Asnar | - Balones - Banyeres de Mariola - Benasau - Beniarrés - Benifallim - Benilloba - Benillup | - Benimarfull - Benimassot - Cocentaina - Fageca - Famorca - Gaianes - Gorga | - Millena - Muro d'Alcoi - l'Orxa - Penàguila - Planes de la Baronia - Quatretondeta - Tollos |

3- Partit judicial d'Alacant:
| - Alacant | - el Campello | - Sant Joan d'Alacant |  |

4- Partit judicial d'Oriola:
| - Albatera - Algorfa - Almoradí - Benejússer - Benferri - Bigastre | - Callosa de Segura - Catral - Coix - Daia Nova - Daia Vella | - Dolors - Formentera del Segura - la Granja de Rocamora - Oriola - Pilar de la Foradada | - Rafal - Redovà - Sant Fulgenci - Sant Isidre - Xacarella |

Partits judicials d'Alacant (amb municipis)

5- Partit judicial de la Vila Joiosa:
| - Beniardà - Benifato - Benimantell - Bolulla | - Callosa d'en Sarrià - el Castell de Guadalest - Confrides - la Nucia | - Orxeta - Polop - Relleu | - Sella - Tàrbena - la Vila Joiosa |

6- Partit judicial d'Elda:
| - Elda | - Petrer |  |  |

7- Partit judicial de Villena:
| - Beneixama - Biar | - el Camp de Mirra - La Canyada de Biar | - Saix - Salines | - Villena |

8- Partit judicial d'Elx:
| - Crevillent | - Elx | - Santa Pola |  |

9- Partit judicial de Benidorm:
| - L'Alfàs del Pi | - Altea | - Benidorm | - Finestrat |

10- Partit judicial de Sant Vicent del Raspeig:
| - Aigües - Busot | - Mutxamel - Sant Vicent del Raspeig | - la Torre de les Maçanes | - Xixona |

11- Partit judicial de Novelda:
| - Agost - l'Alguenya - Asp | - el Fondó de les Neus - el Fondó dels Frares - Monòver | - Montfort - Novelda | - el Pinós - la Romana |

12- Partit judicial d'Ibi:
| - Castalla | - Ibi | - Onil | - Tibi |

13- Partit judicial de Torrevella:
| - Benijòfar - Guardamar del Segura | - els Montesinos - Rojals | - Sant Miquel de les Salines | - Torrevella |

## Partits judicials de laprovíncia de Castelló

Partits judicials de Castelló (amb municipis)

1- Partit judicial de Castelló de la Plana:
| - Albocàsser - l'Alcora - Almassora - Atzeneta del Maestrat - Benlloc - Benafigos - Benassal - Benicàssim - Borriol - Cabanes | - el Castell de Vilamalefa - Castelló de la Plana - Cortes d'Arenós - Costur - les Coves de Vinromà - Culla - Figueroles - Llucena - Lludient | - Orpesa - la Pobla Tornesa - Sant Joan de Moró - la Serra d'en Galceran - la Serratella - Sucaina - Torreblanca - la Torre d'en Besora - la Torre d'en Doménec | - les Useres - la Vall d'Alba - Vilafamés - Vilafermosa - Vilafranca - Vilanova d'Alcolea - Vilar de Canes - Vistabella del Maestrat - Xodos |

2- Partit judicial de Sogorb:
| - Algímia d'Almonesir - Almedíxer - Altura - Assuévar - Barraques - Begís - Benafer - Castellnou | - Caudiel - Figueres - la Font de la Reina - Gaibiel - Geldo - Matet - Montanejos - Montant | - Navaixes - Pavies - Pina - La Pobla d'Arenós - Sacanyet - Sogorb - Soneixa - Sot de Ferrer | - Teresa - Toràs - el Toro - la Vall d'Almonesir - Vilanova de la Reina - Viver - Xèrica - Xóvar |

3- Partit judicial de Vinaròs:
| - Alcalà de Xivert - Ares del Maestrat - Benicarló - Càlig - Canet lo Roig - Castell de Cabres - Castellfort - Catí - Cervera del Maestrat | - Cinctorres - el Forcall - Herbers - la Jana - la Mata - Morella - Olocau del Rei - Palanques - Peníscola | - la Pobla de Benifassà - Portell de Morella - Rossell - la Salzadella - Santa Magdalena de Polpís - Sant Jordi - Sant Mateu - Sant Rafel del Riu | - Sorita - Tírig - la Todolella - Traiguera - Vallibona - Villores - Vinaròs - Xert |

4- Partit judicial de Nules:
| - Aín - Aiòder - l'Alcúdia de Veo - Almenara - les Alqueries - Aranyel - Argeleta - Artana | - Betxí - Cirat - Eslida - Espadella - Fanzara - Alfondeguilla - les Fonts d'Aiòder - la Llosa | - Moncofa - Nules - Onda - Ribesalbes - Suera - Tales - Toga | - Torralba - Torre-xiva - Vallat - la Vall d'Uixó - Vilamalur - la Vilavella - Xilxes |

5- Partit judicial de Vila-real:
| - Borriana | - Vila-real |  |  |

## Partits judicials de laprovíncia de València

Partits judicials de València (amb municipis)

1- Partit judicial de Llíria:
| - Ademús - les Alcubles - Alpont - Andilla - Aras de los Olmos - Benaguasil - Benaixeve - Benissanó - Bétera - Bugarra - Calles | - Casas Altas - Casas Bajas - Casinos - Castellfabib - Domenyo - l'Eliana - Figueroles de Domenyo - Gàtova - la Iessa - Llíria | - la Llosa del Bisbe - Loriguilla - Marines - Nàquera - Olocau - Pedralba - la Pobla de Sant Miquel - la Pobla de Vallbona - Riba-roja de Túria - Serra | - Sot de Xera - Titaigües - Toixa - Torre Baixa - Vallanca - Vilamarxant - el Villar - Xelva - Xestalgar - Xulilla |

2- Partit judicial de Gandia:
| - Ador - Alfauir - Almiserà - Almoines - l'Alqueria de la Comtessa - Barx - Bellreguard | - Beniarjó - Beniflà - Benirredrà - Castellonet de la Conquesta - Daimús - la Font d'en Carròs - Gandia | - Guardamar de la Safor - Llocnou de Sant Jeroni - Miramar - Oliva - Palma de Gandia - Palmera - Piles | - Potries - Rafelcofer - el Real de Gandia - Ròtova - Vilallonga - Xeraco - Xeresa |

3- Partit judicial d'Ontinyent:
| - Agullent - Aielo de Malferit - Aielo de Rugat - Albaida - Alfarrasí - Atzeneta d'Albaida - Bèlgida - Bellús - Beniatjar | - Benicolet - Benigànim - Benissoda - Benissuera - Bocairent - Bufalí - Carrícola - Castelló de Rugat - Fontanars dels Alforins | - Guadasséquies - Llutxent - Montaverner - Montitxelvo - l'Olleria - Ontinyent - Otos - el Palomar | - Pinet - la Pobla del Duc - Quatretonda - el Ràfol de Salem - Rugat - Salem - Sempere - Terrateig |

4- Partit judicial de Torrent:
| - Alaquàs - Aldaia | - Paiporta | - Picanya | - Torrent |

5- Partit judicial de Sueca:
| - Albalat de la Ribera - Benicull de Xúquer - Benifairó de la Valldigna - Corbera | - Cullera - Favara - Fortaleny - Llaurí | - Polinyà de Xúquer - Riola - Simat de la Valldigna | - Sollana - Sueca - Tavernes de la Valldigna |

6- Partit judicial de València:
| - València |

7- Partit judicial de Sagunt:
| - Albalat dels Tarongers - Alfara de la Baronia - Algar de Palància - Algímia d'Alfara | - Benavites - Benifairó de les Valls - Canet d'en Berenguer - Estivella | - Faura - Gilet - Petrés - Quart de les Valls | - Quartell - Sagunt - Segart - Torres Torres |

8- Partit judicial d'Alzira:
| - Alberic - Alcàntera de Xúquer - Algemesí - Alzira - Antella - Beneixida | - Benimuslem - Carcaixent - Càrcer - Castelló de la Ribera - Cotes - l'Ènova | - Gavarda - Guadassuar - Manuel - Massalavés - la Pobla Llarga - Rafelguaraf | - Sant Joan de l'Ènova - Sellent - Senyera - Sumacàrcer - Tous |

9- Partit judicial de Carlet:
| - L'Alcúdia - Alginet | - Almussafes - Benifaió | - Benimodo - Carlet | - Silla |

10- Partit judicial de Xàtiva:
| - L'Alcúdia de Crespins - Anna - Barxeta - Bicorb - Bolbait - Canals - Cerdà | - Énguera - Estubeny - la Font de la Figuera - el Genovés - la Granja de la Costera - Llanera de Ranes - Llocnou d'en Fenollet | - la Llosa de Ranes - Moixent - Montesa - Navarrés - Novetlè - Quesa | - Rotglà i Corberà - Torrella - Vallada - Vallés - Xàtiva - Xella |

11- Partit judicial de Requena:
| - Aiora - Alboraig - Bunyol - Camporrobles - Caudete de las Fuentes - Cofrents - Cortes de Pallars | - Dosaigües - Fuenterrobles - Godelleta - Iàtova - Macastre - Millars - Requena | - Setaigües - Sinarques - Teresa de Cofrents - Torís - Utiel - Venta del Moro - Villargordo del Cabriol | - Xalans - Xarafull - Xera - Xest - Xiva - Zarra |

12- Partit judicial de Catarroja:
| - Albal - Alfafar | - Benetússer - Catarroja | - Llocnou de la Corona - Massanassa | - Sedaví |

13- Partit judicial de Montcada:
| - Albalat dels Sorells - Alboraia - Alfara del Patriarca | - Almàssera - Bonrepòs i Mirambell - Emperador | - Foios - Meliana - Montcada | - Rocafort - Tavernes Blanques - Vinalesa |

14- Partit judicial de Paterna:
| - Burjassot | - Godella | - Paterna | - Sant Antoni de Benaixeve |

15- Partit judicial de Quart de Poblet:
| - Manises | - Quart de Poblet |  |  |

16- Partit judicial de Mislata:
| - Mislata | - Xirivella |  |  |

17- Partit judicial de Massamagrell:
| - Albuixec - Massalfassar | - Massamagrell - Museros | - la Pobla de Farnals - Puçol | - el Puig - Rafelbunyol |

18- Partit judicial de Picassent:
| - Alcàsser - Alfarb - Beniparrell | - Catadau - Llombai | - Montroi - Montserrat | - Picassent - Real de Montroi |